# Let's Be Cops
Let's Be Cops is een Amerikaanse komediefilm uit 2014, geregisseerd door Luke Greenfield. De film is in Nederland uitgekomen op 14 augustus 2014.

## Verhaal
Ryan (Jake Johnson) en Justin (Damon Wayans, Jr.) verkleden zich voor een feest als politieagenten. Als ze na het feestje over straat lopen merken ze dat iedereen ze als echte agenten behandelt en ze besluiten om ook na het feest zich als politieagenten voor te doen. Ryan neemt het vooral erg serieus en koopt een politieauto om het er helemaal echt te laten uitzien. Langzamerhand raken ze verstrikt in een echte misdaadsituatie met gangsters die mensen chanteren en in wapens handelen. Ze moeten hun leven op het spel zetten om uit deze levensgevaarlijke situatie te komen.

## Rolverdeling
| Acteur             | Personage               |
| ------------------ | ----------------------- |
| Jake Johnson       | Ryan O'Malley           |
| Damon Wayans, Jr.  | Justin Miller           |
| Rob Riggle         | Politie-officier Segars |
| Nina Dobrev        | Josie                   |
| Keegan-Michael Key | Pupa                    |
| James D'Arcy       | Mossi Kasic             |
| Andy García        | Detective Brolin        |
| Jon Lajoie         | Todd Connors            |
| Tom Mardirosian    | Georgie                 |
| Natasha Leggero    | Annie                   |
| Rebecca Koon       | Lydia                   |
| Nelson Bonilla     | Pasha                   |
| Jeff Chase         | Leka                    |
| Jwaundace Candece  | Grey                    |
| Briana Venskus     | Precious                |
| Alec Rayme         | Misha                   |
| Ron Caldwell       | Ron                     |